# Francesc Llauger
Francesc Llauger, parent dels baixonistes canetencs Josep Llauger i Pau Llauger, fou un baixonista de la catedral de la Seu d’Urgell i de l'església parroquial de Sant Pere i Sant Pau de Canet de Mar.
Francesc Llauger fou admès a la catedral de la Seu d’Urgell en funció de baixonista el 17 de maig de 1756 amb un sou de 80 lliures anuals.
Vuit anys més tard, Llauger es trobava a la catedral de Girona i el 10 de març de 1764 fou admès a la parroquial de Canet de Mar, on aquell mateix any guanyà la plaça de contralt.
Llauger va ocupar la plaça de contralt i violí, amb l’obligació de suplir el baixonista quan aquest en fos impedit, fins al seu traspàs el 9 de juliol de 1788.